# Milostín
Milostín (en allemand : Milostin) est une commune du district de Rakovník, dans la région de Bohême-Centrale, en Tchéquie. Sa population s'élevait à 308 habitants en 2022.

## Géographie
Milostín se trouve à 11 km au nord-nord-est de Rakovník et à 57 km à l'ouest-nord-ouest de Prague.
La commune est limitée par Janov au nord-ouest, par Kounov au nord, par Mutějovice à l'est, par Nesuchyně au sud, et par Svojetín à l'ouest.

## Histoire
La première mention écrite de la localité date de 1115. La commune s'appela Gnadendorf de 1939 à 1945, sous le protectorat de Bohême-Moravie dominé par l'Allemagne nazie.

## Administration
La commune se compose de deux sections :
- Milostín
- Povlčín

## Galerie

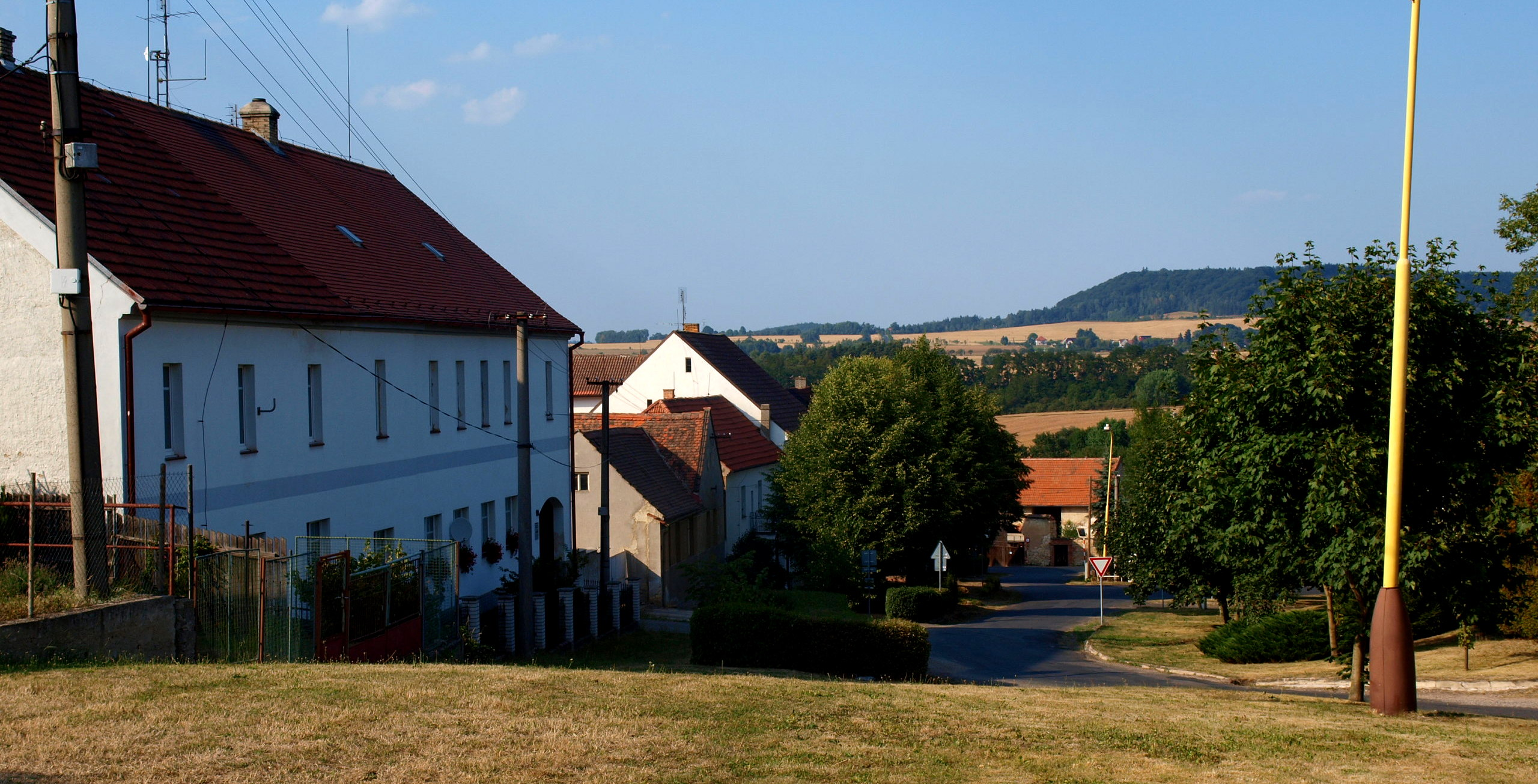
Povlčín.
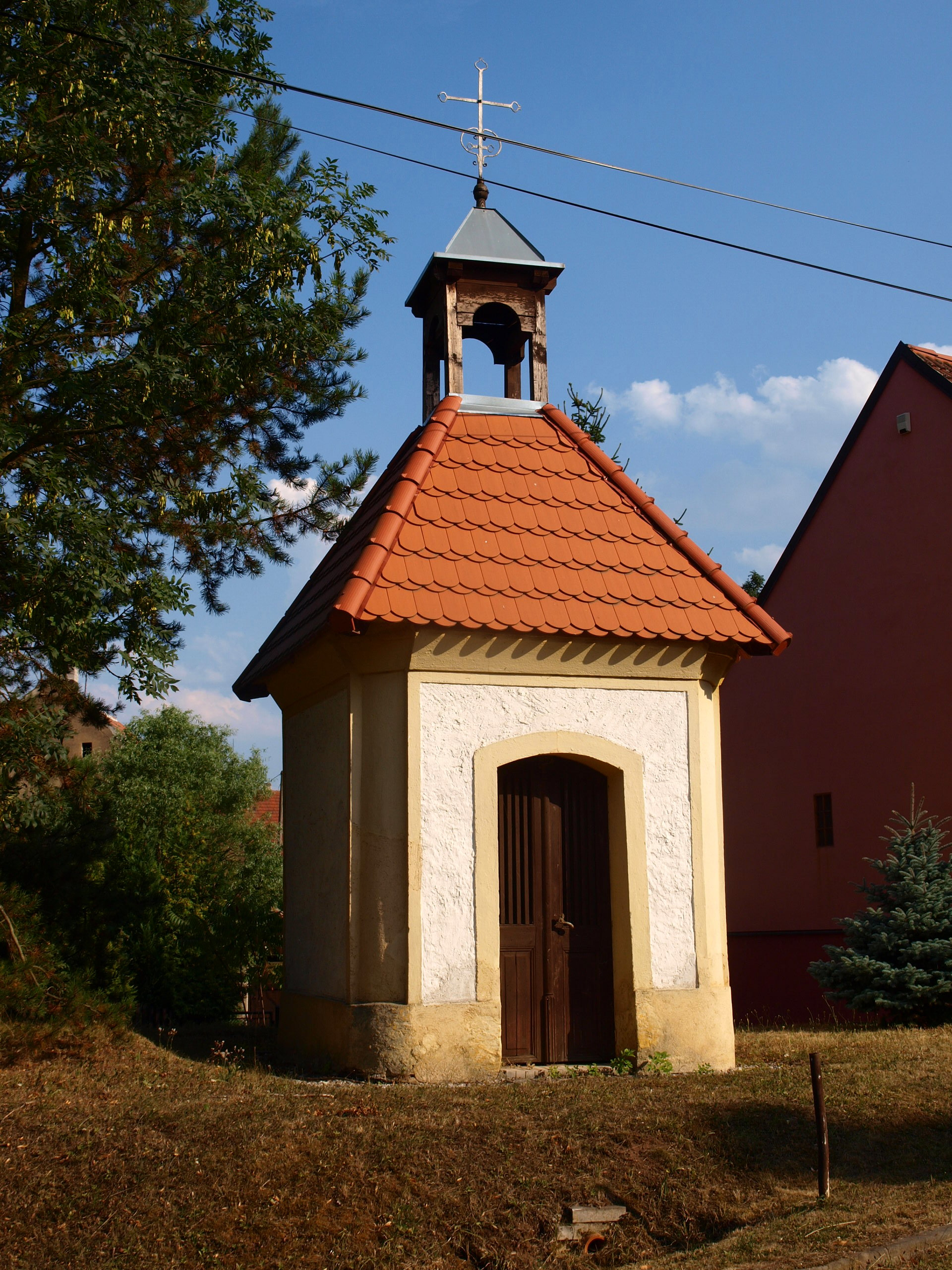
Chapelle à Povlčín.

## Transports
Par la route, Milostín se trouve à 15 km de Rakovník, à 25 km de Louny et à 63 km du centre de Prague.